# Laia Andreu
Pour les articles homonymes, voir Andreu.
Laia Andreu i Trias, née le 31 mai 1979 à Vic, est une coureuse de fond espagnole spécialisée en skyrunning et raquette à neige. Elle a remporté deux médailles d'argent aux championnats du monde de raquette à neige et est double championne d'Europe de raquette à neige.

## Biographie
Laia fait ses débuts en athlétisme à l'âge de 14 ans. Elle se spécialise dans les courses de fond sur piste. À 19 ans, elle décide d'abandonner sa carrière sportive pour ses études et découvre la discipline du cross-country. Pratiquant la course à pied comme loisir, elle découvre la course en montagne et le skyrunning à l'âge de 29 ans et se découvre un talent pour cette dernière discipline. Elle se lance également dans la compétition de raquette à neige,.
Elle se révèle véritablement en 2008. Le 25 février, elle prend part aux championnats d'Europe de raquette à neige à Grandvalira. Elle réalise une excellente course et décroche la médaille d'argent derrière l'Italienne Maria Grazia Roberti. Elle conclut sa saison hivernale en remportant le classement général de la Coupe d'Europe devant ses compatriotes Mònica Ardid et Sònia Malo. Le 15 juin, elle s'illustre en course en montagne en remportant la Cursa del Pedraforca. L'épreuve comptant comme championnats de Catalogne de la discipline, elle remporte son premier titre.
Elle confirme son talent pour les courses de raquette à neige le 24 janvier 2010 lors des championnats d'Europe à Tavascan. Menée dans un premier temps par la Française Christiane Lacombe, elle accélère dans la descente pour la doubler et s'offrir le titre de championne d'Europe de la spécialité. Le 30 mai, elle s'illustre sur la scène nationale en décrochant la médaille d'argent des championnats d'Espagne de course en montagne FEDME à la Puyada a Oturia derrière Blanca Serrano.
Le 6 janvier 2012, elle retourne participer à La Ciaspolada, bien décidée à retourner sur le podium. Profitant du coup de mou de Maria Grazia Roberti, elle s'empare des commandes et effectue une excellente course pour distancer Ljudmila Di Bert et s'offrir la victoire. Le 3 juillet, elle prend part à la SkyRace lors des SkyGames en Ribagorce. Elle effectue la course en tête aux côtés de Mònica Ardid et termine deuxième à moins de deux minutes de cette dernière.
Le 6 janvier 2013, elle participe aux championnats du monde de raquette à neige, courus dans le cadre de la célèbre course italienne La Ciaspolada dans le val di Non. L'Italienne Isabela Morlini crée la surprise en dominant la course de bout en bout. Laia se retrouve au coude-à-coude pour la deuxième place avec la favorite et tenante du titre, l'Italienne Maria Grazia Roberti. Laia parvient à prendre le meilleur sur cette dernière pour décrocher la médaille d'argent.
Le 1er juin 2014, elle s'élance comme favorite sur la X Camille Extreme qui fait office de championnats d'Espagne de course en montagne FEDME. Prenant les commandes de la course, elle se détache rapidement en tête et franchit la ligne d'arrivée en 3 h 35 min 54 s, établissant un nouveau record du parcours avec huit minutes d'avance sur sa plus proche poursuivante, Melisa Galí. Elle s'offre ainsi son premier titre national.
Le 31 janvier 2015, elle se rend à Québec pour participer aux championnats du monde de raquette à neige. Elle se retrouve en tête aux côtés de la favorite locale Sarah Bergeron-Larouche. Les deux femmes se livrent à un mano a mano qui tourne finalement à l'avantage de la Canadienne pour treize secondes. Laia remporte sa deuxième médaille d'argent.
Le 7 août 2016, elle domine la course du Canigou et remporte sa quatrième victoire en 3 h 41 min 3 s, établissant un nouveau record du parcours.
Le 3 mars 2018, elle prend part aux championnats d'Europe de raquette à neige à Guils Fontanera. Elle domine la course pour s'offrir son second titre, huit ans après le premier.

## Palmarès

### Skyrunning
| no   | féminin            | Course                                                   | Longueur | Départ            | Temps           |
| ---- | ------------------ | -------------------------------------------------------- | -------- | ----------------- | --------------- |
| 67e  | 7e                 | Championnats d'Europe de skyrunning - Kilomètre vertical | 3,2 km   | 17 juillet 2009   | 49 min 42 s     |
| 123e | 7e                 | Championnats d'Europe de skyrunning - SkyRace            | 22 km    | 19 juillet 2009   | 2 h 32 min 41 s |
| 46e  | Médaille d'argent  | Course du Canigou                                        | 34 km    | 2 août 2009       | 3 h 58 min 23 s |
| 91e  | 10e                | Championnats du monde de skyrunning - Kilomètre vertical | 3,2 km   | 16 juillet 2010   | 50 min 8 s      |
| 73e  | 8e                 | Championnats du monde de skyrunning - SkyMarathon        | 32 km    | 25 juillet 2010   | 4 h 14 min 0 s  |
| 33e  | 4e                 | Marathon de Pikes Peak                                   | 42,2 km  | 22 août 2010      | 5 h 6 min 31 s  |
|      | Médaille d'argent  | Subida a la Sagra                                        | 27 km    | 11 septembre 2010 | 3 h 22 min 12 s |
| 32e  | Médaille d'or      | Course du Canigou                                        | 34 km    | 7 août 2011       | 3 h 59 min 6 s  |
| 19e  | Médaille d'argent  | SkyGames - SkyRace                                       | 21 km    | 3 juillet 2012    | 2 h 26 min 17 s |
| 33e  | Médaille d'or      | Course du Canigou                                        | 34 km    | 5 août 2012       | 3 h 53 min 46 s |
| 36e  | Médaille d'argent  | Course du Canigou                                        | 34 km    | 4 août 2013       | 3 h 52 min 37 s |
| 27e  | Médaille de bronze | Marathon de Pikes Peak                                   | 42,2 km  | 18 août 2013      | 4 h 49 min 57 s |
| 29e  | Médaille de bronze | Ultra Cavalls del Vent                                   | 100 km   | 21 septembre 2013 | 14 h 9 min 20 s |
| 89e  | Médaille d'or      | Championnats d'Espagne de course en montagne FEDME       | 31,6 km  | 1er juin 2014     | 3 h 35 min 54 s |
| 24e  | Médaille d'or      | Marató de Muntanya de Berga                              | 43 km    | 15 juin 2014      | 5 h 27 min 8 s  |
| 90e  | 10e                | Championnats du monde de skyrunning - SkyMarathon        | 42 km    | 29 juillet 2014   | 4 h 18 min 29 s |
| 15e  | Médaille d'or      | Course du Canigou                                        | 34 km    | 3 août 2014       | 3 h 46 min 53 s |
| 15e  | Médaille d'or      | Course du Canigou                                        | 34 km    | 7 août 2016       | 3 h 41 min 3 s  |
| 26e  | Médaille de bronze | Livigno SkyMarathon                                      | 34 km    | 18 juin 2017      | 4 h 47 min 16 s |
| 20e  | Médaille d'or      | Course du Canigou                                        | 21 km    | 6 août 2017       | 1 h 59 min 58 s |
| 20e  | Médaille d'argent  | Matterhorn Ultraks 46K                                   | 49 km    | 26 août 2017      | 5 h 53 min 22 s |
| 32e  | Médaille d'argent  | Course du Canigou                                        | 34 km    | 5 août 2018       | 3 h 58 min 13 s |
| 25e  | Médaille d'argent  | Matterhorn Ultraks Sky                                   | 49 km    | 25 août 2018      | 6 h 1 min 16 s  |

### Raquette à neige
| no  | féminin            | Course                                    | Longueur | Départ          | Temps       |
| --- | ------------------ | ----------------------------------------- | -------- | --------------- | ----------- |
| 77e | Médaille de bronze | La Ciaspolada                             | 6,2 km   | 6 janvier 2008  | 24 min 28 s |
|     | Médaille d'argent  | Championnats d'Europe de raquette à neige | 8,5 km   | 25 février 2008 | 50 min 17 s |
| 24e | Médaille d'or      | La Ciaspolada                             | 8 km     | 6 janvier 2012  | 27 min 28 s |
|     | Médaille d'argent  | Championnats du monde de raquette à neige | 5,6 km   | 6 janvier 2013  |             |
| 35e | Médaille d'argent  | La Ciaspolada                             | 8 km     | 5 janvier 2014  | 30 min 19 s |
| 29e | Médaille d'or      | La Ciaspolada                             | 3,6 km   | 4 janvier 2015  | 16 min 41 s |
|     | Médaille d'argent  | Championnats du monde de raquette à neige | 10 km    | 31 janvier 2015 | 57 min 41 s |
| 21e | Médaille d'or      | La Ciaspolada                             | 8,2 km   | 6 janvier 2017  | 36 min 8 s  |
| 17e | Médaille d'or      | La Ciaspolada                             | 5,2 km   | 6 janvier 2018  | 23 min 8 s  |
|     | Médaille d'or      | Championnats d'Europe de raquette à neige | 11 km    | 3 mars 2018     |             |
| 23e | Médaille d'argent  | Championnats d'Europe de raquette à neige | 5,5 km   | 8 janvier 2022  | 18 min 14 s |
| 25e | Médaille d'argent  | La Ciaspolada                             | 5,2 km   | 7 janvier 2023  | 22 min 11 s |

## Records
| Épreuve              | Performance     | Date             | Lieu                     |
| -------------------- | --------------- | ---------------- | ------------------------ |
| 5 000 mètres         | 17 min 47 s 42  | 8 avril 2017     | Sabadell                 |
| 10 000 mètres        | 36 min 52 s 17  | 25 mars 2017     | Santa Coloma de Gramenet |
| 3 000 mètres steeple | 11 min 34 s 83  | 1er juin 2008    | Barcelone                |
| 10 kilomètres        | 34 min 24 s     | 31 décembre 2016 | Barcelone                |
| Semi-marathon        | 1 h 20 min 16 s | 16 février 2014  | Barcelone                |
| Marathon             | 2 h 45 min 40 s | 26 novembre 2017 | La Rochelle              |